# Дэвис, Хэл
Гарольд Эдвард Дэвис (англ. Harold Edward Davis; 8 февраля 1933, Цинциннати, Огайо — 18 ноября 1998, Лос-Анджелес, Калифорния) — американский автор песен и музыкальный продюсер, певец. Дэвис был продюсером и автором на лейбле Motown Records в течение почти тридцати лет, также сыграл большую роль в истории группы The Jackson 5.

## Карьера
Дэвис начал свою музыкальную карьеру в подростковом возрасте как певец. Он выпустил ряд синглов под своим собственным именем, в основном на небольших лейблах. В 1960 году переехал в Лос-Анджелес, где он продолжал записывать, но все больше работал в качестве автора песен и продюсера. Он открыл для себя молодую певицу Бренду Холлоуэй и записал с ней дуэты на небольших местных лейблах в начале 1960-х гг. Он также писал и записывался с певицей Дженнелл Хокинс.
Примерно в 1962 году он познакомился с Берри Горди, который назначил Дэвиса главой лос-анджелесского отделения Motown, позже был лейбл MoWest. В середине 1960-х годов Стиви Уандер сделал серию записей совместно с Дэвисом, включая Альбом Stevie at the Beach и сингл «Hey Harmonica Man», совместно спродюсированный Дэвисом. Для группы The Jackson 5 он написал такие хиты как «I’ll Be There» и «Dancing Machine».
В 1975 году поющая актриса Бетт Мидлер сделала несколько сессий с Дэвисом для лейбла Motown (но они никогда не были опубликованы). За свою карьеру он сотрудничал с такими артистами как Bobby Taylor & the Vancouvers, The Supremes, Gladys Knight & the Pips, Тельма Хьюстон, Дайана Росс, Флоренс Баллард, Мэри Уилсон, Марвин Гэй, The Four Tops, Джуниор Уолкер, The Miracles. В эпоху диско он продюсировал хиты Дайаны Росс («Love Hangover»), Тельмы Хьюстон («Don’t Leave Me This Way») и Сириты Райт («Can’t Shake Your Love»).